# 卡爾加里火焰
卡加利火焰（英語：Calgary Flames）是位於加拿大亞伯達省卡加利（簡稱卡城）的國家冰球聯盟（NHL）隊伍，隸屬於西大區太平洋分區。火焰隊的主要競爭對手是亞省的另一支NHL球隊愛民頓油人，兩隊交鋒的賽事廣受注目，堪稱阿尔伯塔德比（Battle of Alberta）。
於1972年，火焰隊在美國亞特蘭大成立。當時NHL為抗衡新成立的世界冰球協會（World Hockey Association）而在紐約州長島創立了紐約島人隊，但NHL卻同時需要另一支新球隊來抵消島人隊對賽季時間表做成的影響。國家籃球協會（NBA）亞特蘭大鷹隊的東主因而獲准在該市成立另一支NHL球隊，並以美國南北戰爭中威廉·特庫姆塞·舍曼將軍向大海進軍期間摧毀亞特蘭大的大火將球隊命名為亞特蘭大火焰（Atlanta Flames）。當時火焰隊與同系的鷹隊共用競技場。雖然火焰隊的成績不俗，但其東主的財務卻一直拮据，賽事門票銷量有欠理想，也沒有向主要電視台出售轉播權。東主到1980年被逼放售火焰隊，在亞特蘭大本地卻缺乏買家。球隊最終以1600萬美元售予一個來自卡加利的財團，成交價是當時NHL球隊的新高。
球隊於1980-1981年度賽季遷往卡加利作賽至今，新東主認為「火焰」一名與卡城的能源業重鎮地位相符，因此保留該名。火焰隊在卡城首三個賽季的主場為牛仔節競技場（Stampede Corral），到1983年則遷至奧運馬鞍體育館（現稱豐業銀行馬鞍體育館）。火焰隊於1985-1986年度賽季首度問鼎史丹利盃，到1988-1989年度賽季則首度奪冠，為該隊到目前為止唯一一次贏取史丹利盃。火焰隊於2003-2004年度賽季再度晉身史丹利盃總決賽，但無緣奪魁。

## 外部連結
- 官方网站